# 47 mm SA 34
Il 47 mm SA 34 era un cannone per carri armati francese, impiegato durante la seconda guerra mondiale. Era un'arma a colpo singolo, con canna lunga 30 calibri. Il cannone era manovrato da un solo artigliere, tramite un sistema di puntamento 4× modello L.671, con campo di 11,25°, reticolo a V e tamburo graduato regolabile fino a 1.100 per il cannone e 1.600 m per la mitragliatrice coassiale. La gittata pratica nel tiro controcarro era di 400 m. Il SA 34 equipaggiava il Char D1, il D2 ed il B1.

## Munizionamento
| Munizionamento SA 34 |                              |          |            |               |                           |
| Tipo                 | Modello                      | Peso, kg | Peso HE, g | Lunghezza, mm | Velocità alla volata, m/s |
| APHE                 | Obus de rupture Mle1892G     | 1,48     | 50         | 181,5         | 450                       |
| HE                   | Obus explosif type D         | 1,25     | -          | -             | 490                       |
| HE                   | Obus explosif type B Mle1932 | 1,41     | 142        | 183           | 480                       |